# Anamaria Grozav-Stecz
Anamaria Grozav-Stecz, née le 25 avril 1975 en Roumanie, est une handballeuse internationale roumaine.

## Biographie
Anamaria Stecz évolue d'abord en Roumanie et sélectionné en équipe nationale, participant notamment au Championnat d'Europe 1998
En 1998, elle accompagne son mari Stelian Grozav, volleyeur à Maizières-les-Metz (qui vient d'accéder à la Nationale 1, plus haut niveau amateur national), et elle est alors recrutée par l'ASPTT Metz. En fait, elle apprend après coup que son rôle ne consistait qu'à palier la longue absence pour blessure d'Estelle Vogein : « Si j'avais su cela avant de signer, j'aurais peut-être refusé de le faire », affirme-t-elle en 2001. Si elle devient championne de France en 1999 et 2000, l'expérience reste moyenne et après deux ans, son contrat n'est pas prolongé à Metz
Après une année sabbatique,, elle signe en 2001 au Cercle Dijon Bourgogne. La saison 2001-2002 se déroule bien mieux puisqu'elle est élue meilleure ailière droite du championnat et est alors recrutée par l'ES Besançon et réalise au terme de la saison le quadruplé championnat, coupe de France,  coupe de la Ligue et coupe d'Europe des vainqueurs de coupes.
En 2004, elle retourne au Cercle Dijon Bourgogne puis rejoint trois ans plus tard le Cercle sportif Vesoul Haute-Saône.

## Palmarès

### En club
Compétitions internationales
- Coupe des vainqueurs de coupe
  - Vainqueur (1) : 2003

Compétitions nationales
- Championnat de France
  - Champion (3) : 1999, 2000, 2003
  - Vice-champion (1) : 2004
- Coupe de France
  - Vainqueur : 1999, 2003
  - Finaliste (2) : 2002, 2007
- Coupe de la Ligue
  - Vainqueur (2) : 2003, 2004
  - Finaliste (1) : 2007

### En équipe nationale
- 11e place au Championnat d'Europe 1998[1]